# اسمهان لحمر
اسمهان لحمر (مواليد 25 أكتوبر 1982) مخرجة ووكاتبة سيناريو تونسية فرنسية. أخرجت عدة أفلام من بينها فيلم ووه! سنة 2016.

## الحياة الشخصية
ولدت في 25 أكتوبر 1982 في باريس بفرنسا لأبوين تونسيين. انتقلت إلى تونس بعد الولادة وعاشت مع جديها حتى سن الثامنة. ثم عادت إلى فرنسا.

## مسيرتها
بعد عودتها إلى فرنسا، التحقت بجامعة باريس الثانية عشرة لدراسة الاقتصاد. بعد حصولها على الشهادة في الاقتصاد والإدارة، انتقلت لدراسة اللغات الأجنبية مع أختها. في منتصف العام الجامعي، ذهبت في رحلة إلى كندا وانضمت إلى صديقة مغنية في جولة في كيبيك. خلال هذه الفترة، بدأت الإخراج السينمائي.
تدربت على التمثيل والدراما في المدرسة العليا للإنتاج السمعي البصري (ESRA) في باريس. انتقلت لاحقًا إلى جامعة نيويورك وحصلت على درجة الماجستير في الإخراج.
أخرجت أول فيلم لها سنة 2008.
في عام 2014، أخرجت فيلمها القصير الثاني قوس قزح. تم تقديمه في يوليو 2014 في دورة (Rares & Tunisiens). في عام 2016، كتبت وأخرجت فيلم ووه!، وهو فيلم كوميدي تونسي بتمويل من الجمهور التونسي. في عام 2019، أسست شركة الإنتاج "Madame Prod".

## أعمالها
| السنة | الفيلم     | الدور        | النوع     |
| ----- | ---------- | ------------ | --------- |
| 2008  | على قبرك   | إنتاج        | فيلم قصير |
| 2012  | الاثنين 14 | إخراج        | وثائقي    |
| 2013  | هيا عرّس    | كتابة وإخراج | فيلم قصير |
| 2015  | قوس قزح    | كتابة وإخراج | فيلم قصير |
| 2016  | ووه!       | كتابة وإخراج | فيلم      |
| 2018  | خبر عاجل   | كتابة وإخراج | فيلم قصير |

## روابط خارجية
- اسمهان لحمر على موقع IMDb (الإنجليزية)
- اسمهان لحمر على موقع قاعدة بيانات الأفلام العربية